# 망운서초등학교
망운서초등학교는 대한민국 전라남도 무안군 망운면 조금나루길 75 (송현리)에 있었던 초등학교이다.

## 연혁
- 1963년 3월 17일 망운국민학교 송도분교장 설립인가
- 1966년 10월 27일 망운서국민학교로 승격
- 1967년 3월 1일 망운서국민학교 개교
- 1987년 2월 26일 병설유치원 인가
- 1987년 3월 17일 병설유치원 개원
- 1997년 3월 1일 망운초등학교로 통폐합